# Vall de Waipiʻo
La vall de Waipiʻo (en anglès: Waipiʻo Valley) és una vall a la illa de Hawaii, a l'estat de Hawaii a Estats Units. Es troba al comtat de Hāmākua (en), al nord-est de la illa. Wai piʻo significa "aigua doblegada" en hawaià.
El fons de la vall, a nivell del mar, és a gairebé 610 metres per sota del terreny circumdant. La vall es va formar per l'erosió fluvial a la feble lava basàltica del volcà Kohala.
La costa de la vall és una platja de sorra negra popular entre els surfistes. Hi ha diverses granges de taro a la vall. Diverses cascades grans es precipiten a la vall i alimenten el riu, que flueix des del peu de la cascada més gran a la part posterior de la vall cap al mar.
La vall de Waipiʻo exerceix un paper important en la religió hawaiana (en), ja que és la porta d'entrada a Lua-o-Milu (l'inframón), ocult per la sorra. La vall també es considerava un puʻuhonua (lloc d'asil), on es protegia els qui trencaven kapu (en).
L'accés és difícil. Només una carretera hi porta des del sud. Puja 240 metres en un quilòmetre, amb un pendent mitjà del 25%, de vegades considerablement més pronunciat. Alguns trams poden assolir pendents de fins al 45%, la qual cosa la converteix en la carretera més empinada dels Estats Units i possiblement la més costeruda del món, en comparació del 35% de la Baldwin Street (en) a Nova Zelanda. La carretera només és accessible per a vehicles 4x4.
El terratrèmol de Hawaii de 2006 (en) va provocar que un penya-segat a l'entrada de la vall de Waipiʻo s'esfondrés i llisqués cap al mar i va provocar la caiguda de roques al camí d'accés que condueix a la vall.
La vall és l'escenari de l'escena final de la pel·lícula de ciència ficció Waterworld (1995), on els personatges principals troben la Terra seca, la terra ferma.

## Galeria d'imatges

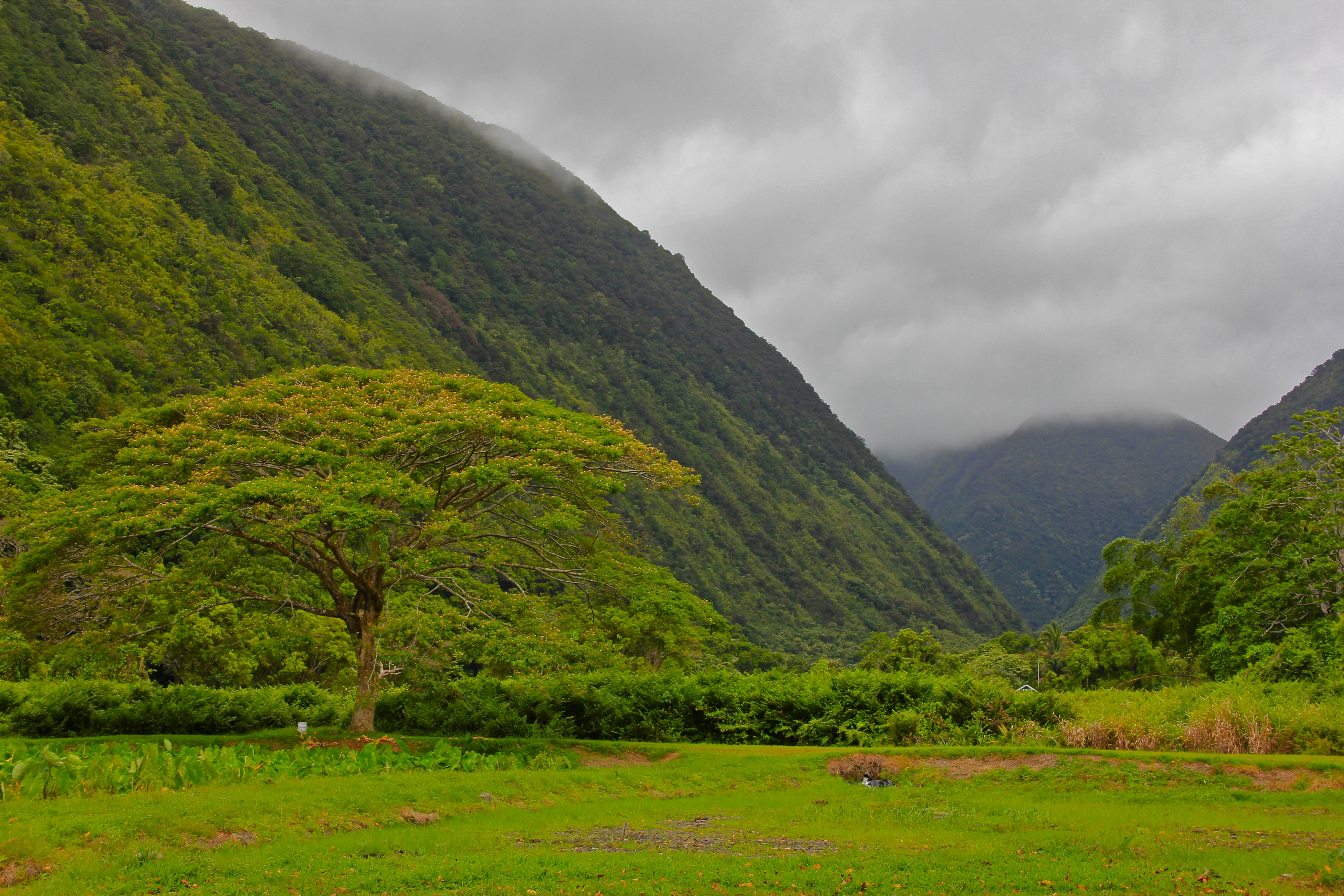
Vista de l'interior de la vall de Waipiʻo.
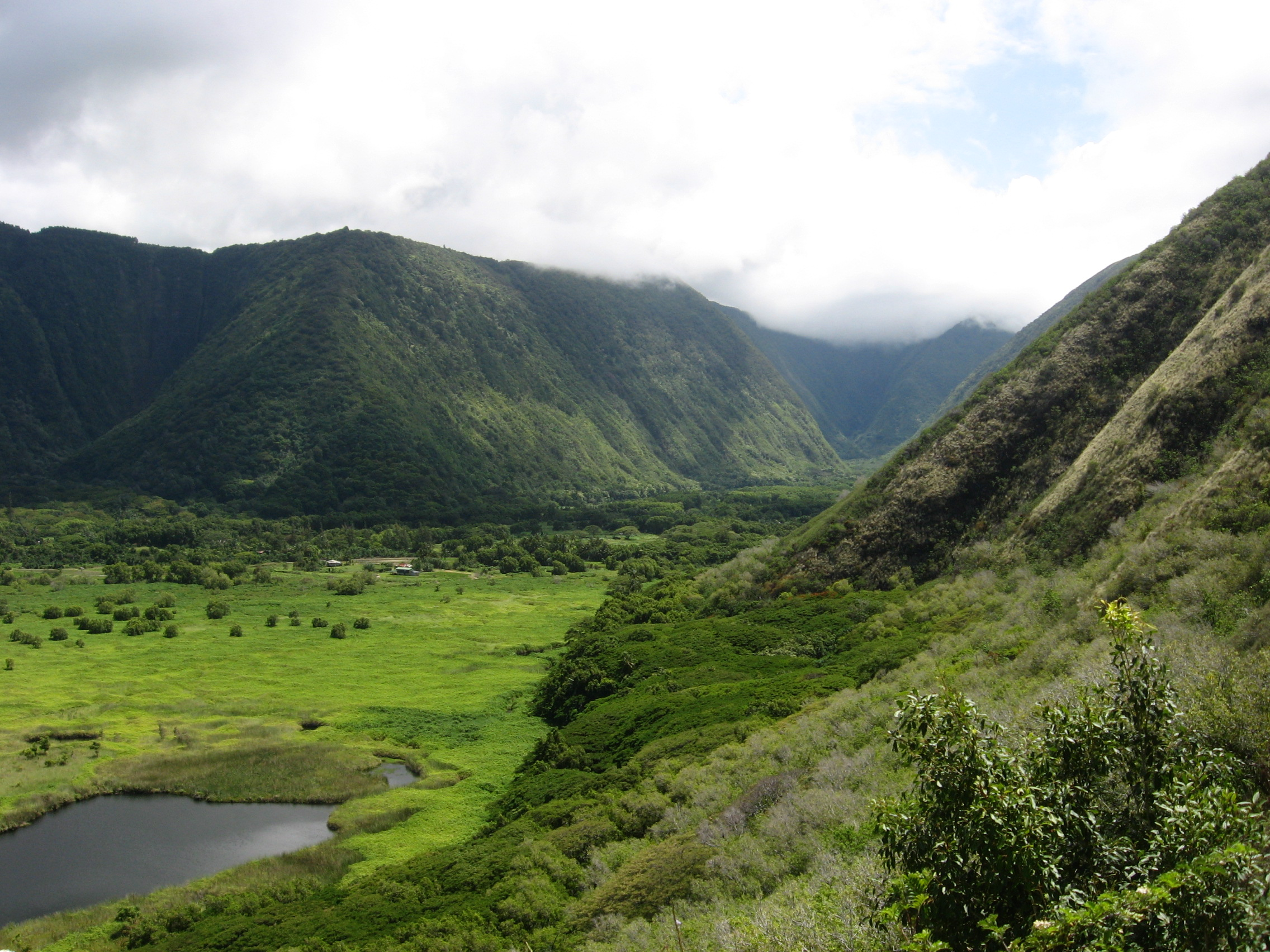
Vista de l'interior de la vall de Waipiʻo.
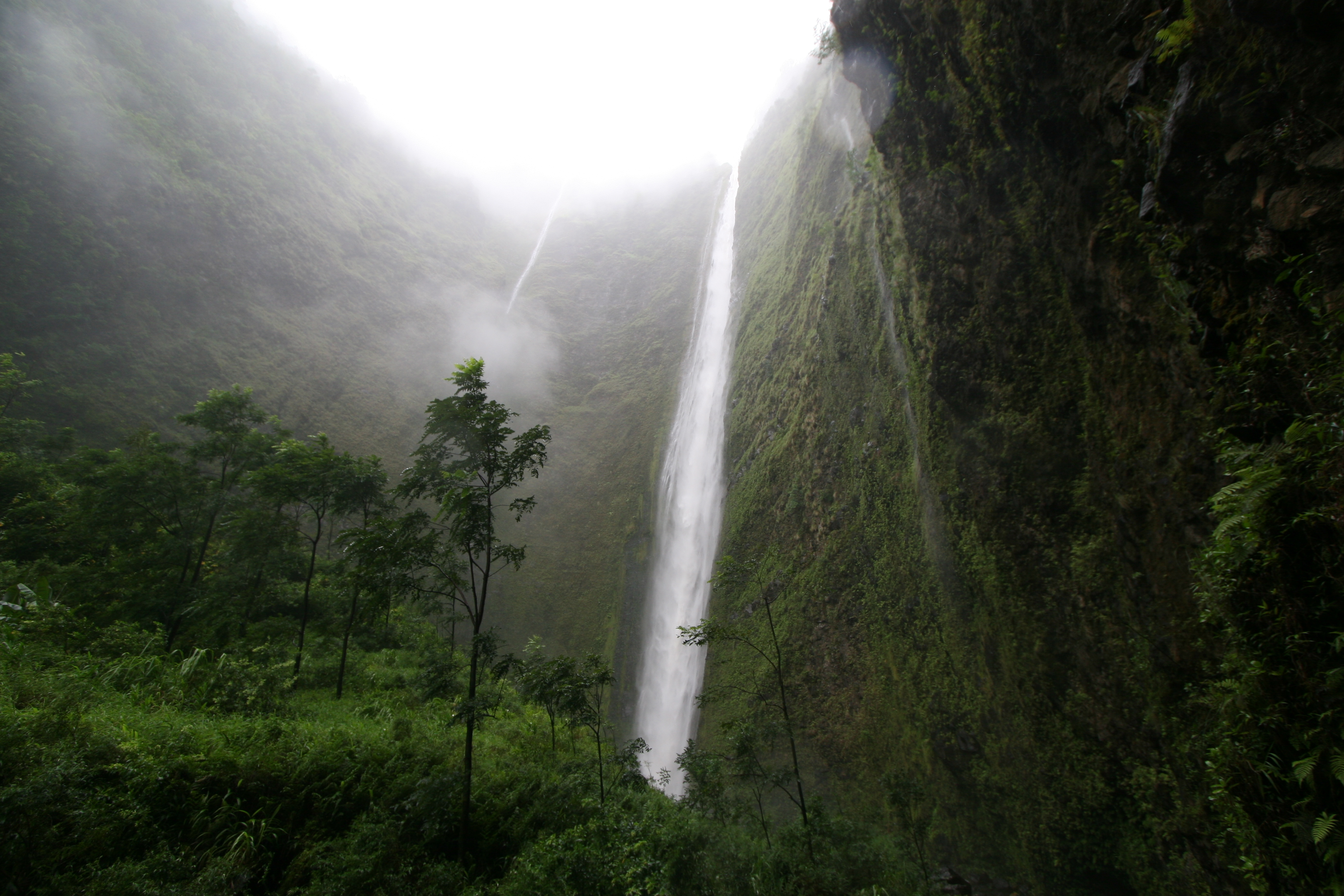
Cascada Hiʻilawe a la part posterior de la vall de Waipiʻo.
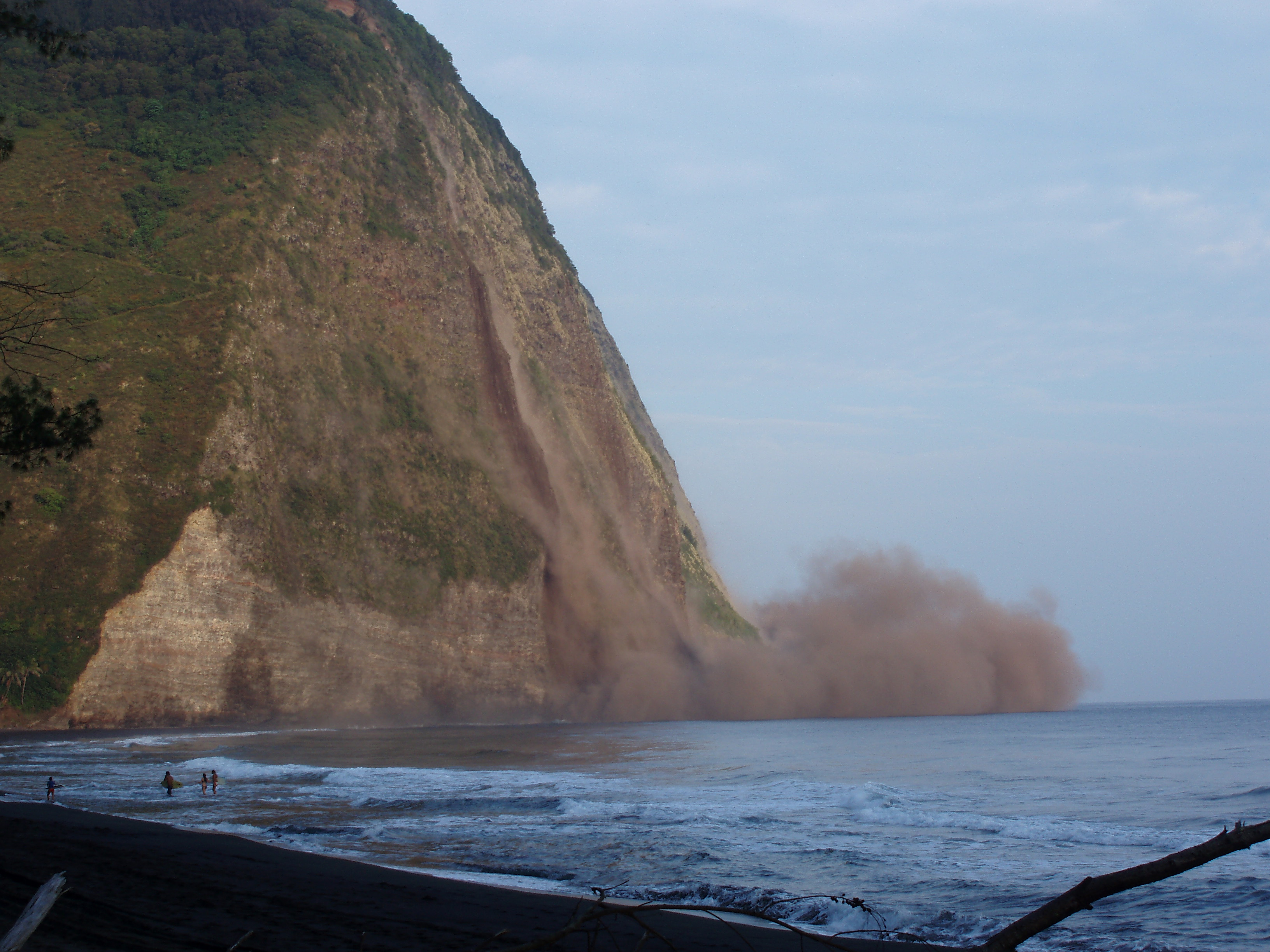
Caiguda del penya-segat de la vall de Waipiʻo durant el terratrèmol de Hawaii de 2006 (en).
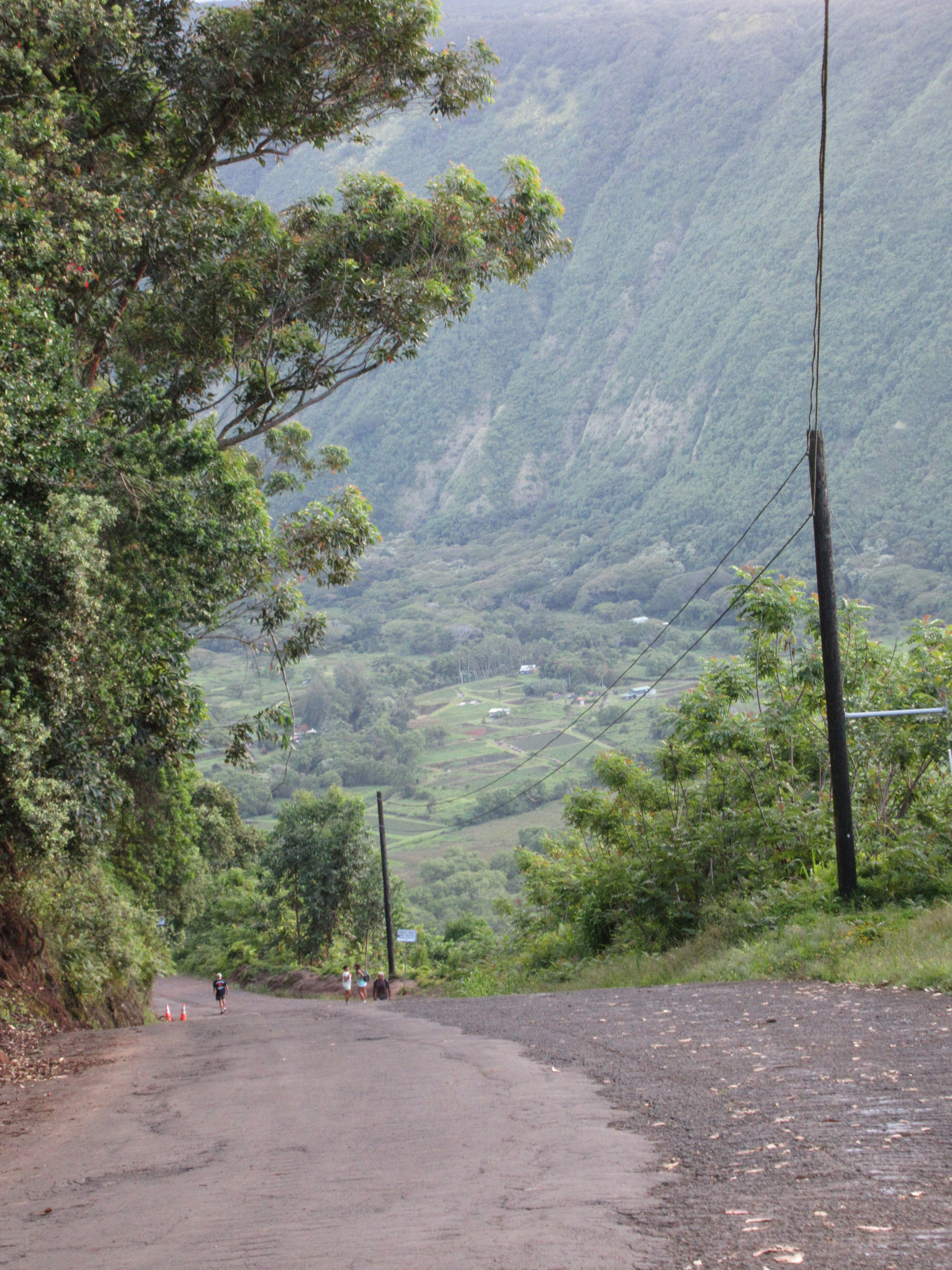
Vista de la vall de Waipiʻo des del camí d'accés, que presenta un pendent del 25%.